# Calvert Island
Calvert Island ist eine Insel vor dem zentralen Festland der kanadischen Provinz British Columbia, von welchem sie durch den Fitz Hugh Sound getrennt wird. Sie ist die nächste größere Insel nördlich von Vancouver Island und gehört zum Central Coast Regional District. Wie die meisten der Inseln im nördlichen Küstenbereich der Provinz wird sie zum Great Bear Rainforest gerechnet.
Die Insel hat eine Küstenlänge von rund 124 Kilometern. Sie hat eine Nord-Süd-Ausdehnung von rund 32 Kilometern sowie eine Ost-West-Ausdehnung von bis zu 16 Kilometern. Der höchste Punkt auf der Insel, Mount Buxton, liegt im nordöstlichen Teil der Insel und erreicht eine Höhe von 1017 m, womit die Insel zu den höchsten Inseln der Erde gehört. Im Nordosten liegt, zum Teil in die Küstenlinie, eingebettet Hecate Island. Die beiden Inseln werden durch den Kwakshua Channel getrennt. Nördlich dieser beiden Inseln liegt die Hakai Passage sowie Stirling Island und Nalau Island.
Östlich der Insel liegt die Route welche Schiffe nehmen die auf der Inside Passage verkehren.
Die Insel wurde im Jahr 1788 durch den Kapitän Charles Duncan benannt, welcher mit seinem Schiff an der Küste Handelsfahren durchführte.